# کیونا دل
کیونا دل (انگلیسی: Keunna Dill؛ زادهٔ ۳۱ اکتبر ۱۹۹۵) بازیکن فوتبال اهل بریتانیا است.
وی همچنین در تیم‌های ملی فوتبال Bermuda women's national under-17 football team و Bermuda women's national football team بازی کرده‌است.